# 3dfx Voodoo Banshee

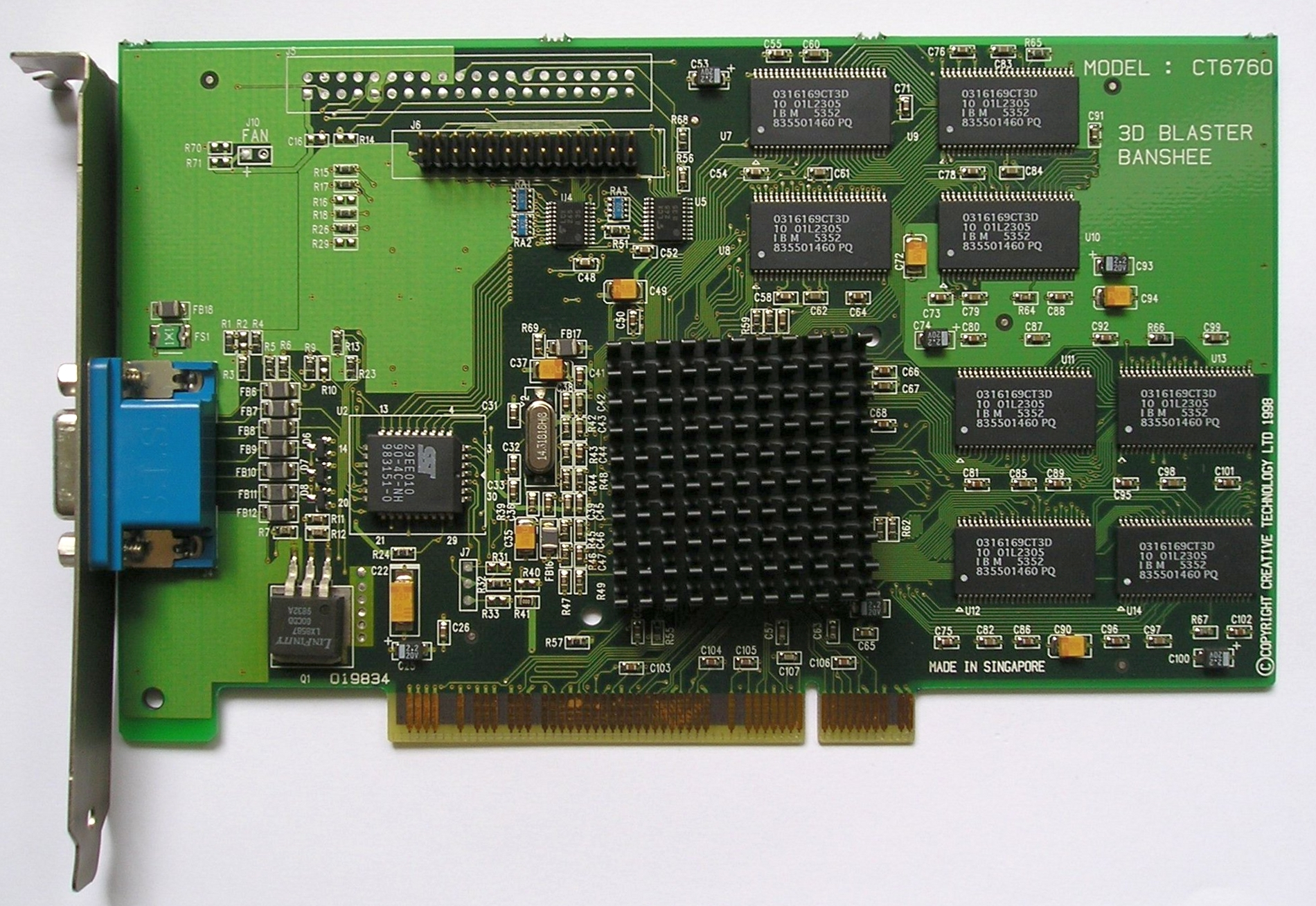
Creative 3D Blaster Banshee

Der Voodoo Banshee ist ein 1998 vorgestellter 3D-Grafikchipsatz des ehemaligen 3D-Spezialisten 3dfx Interactive aus Kalifornien.
Anders als sein direkter Vorgänger, der Voodoo2, war der Banshee ein 2D/3D-Kombichipsatz. Der Schwerpunkt der Entwicklungsarbeit lag bei diesem vor allem auf der 2D-Einheit, die 3D-Einheit wurde weitgehend unverändert vom Voodoo2 übernommen. Durch die Hardware-Implementierung aller GDI-Funktionen von Windows gelang es 3dfx, im Bereich der 2D-Grafikkarten leistungsmäßig Anschluss an die Spitzengruppe zu erlangen, die bisher vor allem von Karten der Unternehmen Matrox und S3 dominiert wurde. Die 3D-Einheit litt jedoch an einer fehlenden zweiten Textureinheit und blieb deshalb leistungsmäßig hinter der Voodoo2 zurück – diese Umstände machten den Chipsatz zwar bei OEMs beliebt, die bisherige Hauptzielgruppe der Spieler war für den Voodoo Banshee jedoch nicht so recht zu begeistern.
Der Chip wurde in der 0,35 µm Technologie gefertigt und konnte über ein 100 MHz schnelles Speicherinterface auf 16 MB SDRAM zurückgreifen, was eine theoretische Füllrate von 100 MPixel/s ermöglichte. Des Weiteren waren Karten mit dem Voodoo Banshee erstmals nicht nur für den PCI-Bus, sondern auch für den neueren AGP erhältlich, wobei sich die AGP-Unterstützung lediglich auf mechanische Kompatibilität beschränkte, die durch den AGP zusätzlich möglichen Funktionen blieben ungenutzt.